# André Pilette
André Pilette (París, Francia, 6 de octubre de 1918-Etterbeek, Bélgica, 27 de diciembre de 1993) fue un piloto de automovilismo belga. En Fórmula 1 participó en 14 Grandes Premios, desde Bélgica 1951 hasta Alemania 1964, obteniendo solo dos puntos.
Era hijo del piloto de Indy 500, Théodore Pilette. Además, era padre de Teddy Pilette, también fue corredor, que disputó 3 GGPP de Fórmula 1 en la temporada 1977.

## Resultados

### Fórmula 1
(Clave) (negrita indica pole position) (cursiva indica vuelta rápida)

| Año         | Escudería             | 1       | 2      | 3       | 4      | 5      | 6       | 7       | 8       | 9   | 10  | Pos. | Puntos |
| ----------- | --------------------- | ------- | ------ | ------- | ------ | ------ | ------- | ------- | ------- | --- | --- | ---- | ------ |
| 1951        | Ecurie Belgique       | SUI     | 500    | BEL 6   | FRA    | GBR    | GER     | ITA     | ESP     |     |     | NC   | 0      |
| 1953        | Ecurie Belge          | ARG     | 500    | NED     | BEL NC | FRA    | GBR     | GER     | SUI     | ITA |     | NC   | 0      |
| 1954        | Equipe Gordini        | ARG     | 500    | BEL 5   | FRA    | GBR 9  | GER Ret | SUI     | ITA     | ESP |     | 19.º | 2      |
| 1956        | Equipe Gordini        | ARG     | MON 6‡ | 500     |        | FRA 11 | GBR     | GER DNS | ITA     |     |     | NC   | 0      |
| 1956        | Scuderia Ferrari      |         |        |         | BEL 6  |        |         |         |         |     |     | NC   | 0      |
| 1961        | André Pilette         | MON     | NED    | BEL     | FRA    | GBR    | GER     | ITA DNQ | USA     |     |     | NC   | 0      |
| 1963        | Tim Parnell           | MON     | BEL    | NED     | FRA    | GBR    | GER DNQ |         |         |     |     | NC   | 0      |
| 1963        | André Pilette         |         |        |         |        |        |         | ITA DNQ | USA     | MEX | RSA | NC   | 0      |
| 1964        | Equipe Scirocco Belge | MON DNP | NED    | BEL Ret | FRA    | GBR    | GER DNQ | AUT     | ITA DNP | USA | MEX | NC   | 0      |
| Referencia: |                       |         |        |         |        |        |         |         |         |     |     |      |        |